# Liste des monuments historiques protégés en 1958
Cet article recense les monuments historiques français classés ou inscrits en 1958.

## Protections
| Édifice                                                               | Commune                     | Département          | Région                     | Protection | Base Mérimée                         | Coordonnées                        | Image |
| --------------------------------------------------------------------- | --------------------------- | -------------------- | -------------------------- | ---------- | ------------------------------------ | ---------------------------------- | ----- |
| Château de Ferney-Voltaire                                            | Ferney-Voltaire             | Ain                  | Auvergne-Rhône-Alpes       | classé     | « PA00116395 », notice no PA00116395 | 46° 15′ 21″ nord, 6° 06′ 29″ est   |       |
| Château de Chareil-Cintrat                                            | Chareil-Cintrat             | Allier               | Auvergne-Rhône-Alpes       | classé     | « PA00093043 », notice no PA00093043 | 46° 15′ 56″ nord, 3° 13′ 28″ est   |       |
| Église Saint-Nicolas                                                  | Murat                       | Allier               | Auvergne-Rhône-Alpes       | inscrit    | « PA00093235 », notice no PA00093235 | 46° 24′ 04″ nord, 2° 54′ 29″ est   |       |
| Thermes romains de Cimiez                                             | Nice                        | Alpes-Maritimes      | Provence-Alpes-Côte d'Azur | classé     | « PA00080808 », notice no PA00080808 | 43° 43′ 09″ nord, 7° 16′ 36″ est   |       |
| Église Notre-Dame de Malmy                                            | Chémery-sur-Bar             | Ardennes             | Grand Est                  | inscrit    | « PA00078423 », notice no PA00078423 | 49° 36′ 08″ nord, 4° 51′ 04″ est   |       |
| Église Saint-Julien                                                   | Luyères                     | Aube                 | Grand Est                  | classé     | « PA00078142 », notice no PA00078142 | 48° 22′ 54″ nord, 4° 11′ 44″ est   |       |
| Maison du Boulanger                                                   | Troyes                      | Aube                 | Grand Est                  | inscrit    | « PA00078274 », notice no PA00078274 | 48° 17′ 48″ nord, 4° 04′ 24″ est   |       |
| Église de l'Assomption-de-la-Vierge                                   | Villiers-Herbisse           | Aube                 | Grand Est                  | classé     | « PA00078315 », notice no PA00078315 | 48° 38′ 10″ nord, 4° 06′ 43″ est   |       |
| Abbaye Sainte-Marie d'Orbieu                                          | Lagrasse                    | Aude                 | Occitanie                  | classé     | « PA00102711 », notice no PA00102711 | 43° 05′ 26″ nord, 2° 37′ 01″ est   |       |
| Croix de cimetière                                                    | Saint-Cyprien-sur-Dourdou   | Aveyron              | Occitanie                  | classé     | « PA00094145 », notice no PA00094145 | 44° 31′ 21″ nord, 2° 22′ 51″ est   |       |
| Immeuble                                                              | Obernai                     | Bas-Rhin             | Grand Est                  | classé     | « PA00084863 », notice no PA00084863 | 48° 27′ 43″ nord, 7° 28′ 53″ est   |       |
| Jardin de Grassi                                                      | Aix-en-Provence             | Bouches-du-Rhône     | Provence-Alpes-Côte d'Azur | classé     | « PA00081106 », notice no PA00081106 | 43° 31′ 59″ nord, 5° 26′ 38″ est   |       |
| Chapelle des Trinitaires                                              | Arles                       | Bouches-du-Rhône     | Provence-Alpes-Côte d'Azur | inscrit    | « PA00081135 », notice no PA00081135 | 43° 40′ 35″ nord, 4° 37′ 33″ est   |       |
| Grand Prieuré de l'Ordre de Malte: actuellement siège du Musée Réattu | Arles                       | Bouches-du-Rhône     | Provence-Alpes-Côte d'Azur | classé     | « PA00081128 », notice no PA00081128 | 43° 40′ 45″ nord, 4° 37′ 40″ est   |       |
| Château de Béneauville                                                | Bavent                      | Calvados             | Normandie                  | classé     | « PA00111041 », notice no PA00111041 | 49° 14′ 24″ nord, 0° 11′ 39″ ouest |       |
| Pierres branlantes                                                    | Biéville-Beuville           | Calvados             | Normandie                  | classé     | « PA00111094 », notice no PA00111094 | 49° 14′ 37″ nord, 0° 18′ 46″ ouest |       |
| Château de la Fresnaye                                                | Falaise                     | Calvados             | Normandie                  | classé     | « PA00111310 », notice no PA00111310 | 48° 53′ 51″ nord, 0° 11′ 41″ ouest |       |
| Église Saint-Charles                                                  | Saint-Charles-de-Percy      | Calvados             | Normandie                  | classé     | « PA00111660 », notice no PA00111660 | 48° 55′ 29″ nord, 0° 47′ 19″ ouest |       |
| Donjon de la Boyle                                                    | Brezons                     | Cantal               | Auvergne-Rhône-Alpes       | inscrit    | « PA00093476 », notice no PA00093476 | 45° 00′ 02″ nord, 2° 48′ 28″ est   |       |
| Maison                                                                | Vic-sur-Cère                | Cantal               | Auvergne-Rhône-Alpes       | inscrit    | « PA00093716 », notice no PA00093716 | 44° 58′ 47″ nord, 2° 37′ 27″ est   |       |
| Remparts                                                              | Angoulême                   | Charente             | Nouvelle-Aquitaine         | inscrit    | « PA00104228 », notice no PA00104228 | 45° 39′ 05″ nord, 0° 08′ 49″ est   |       |
| Château des Pins                                                      | Les Pins                    | Charente             | Nouvelle-Aquitaine         | inscrit    | « PA00104455 », notice no PA00104455 | 45° 49′ 15″ nord, 0° 23′ 26″ est   |       |
| Église Saint-Pierre-ès-Liens de Breuil-la-Réorte                      | Breuil-la-Réorte            | Charente-Maritime    | Nouvelle-Aquitaine         | classé     | « PA00104632 », notice no PA00104632 | 46° 04′ 03″ nord, 0° 42′ 40″ ouest |       |
| Abbaye de La Tenaille                                                 | Saint-Sigismond-de-Clermont | Charente-Maritime    | Nouvelle-Aquitaine         | classé     | « PA00105236 », notice no PA00105236 | 45° 26′ 27″ nord, 0° 33′ 14″ ouest |       |
| Église Saint-Saturnin de Tanzac                                       | Tanzac                      | Charente-Maritime    | Nouvelle-Aquitaine         | classé     | « PA00105280 », notice no PA00105280 | 45° 33′ 54″ nord, 0° 37′ 40″ ouest |       |
| Maison                                                                | Bourges                     | Cher                 | Centre-Val de Loire        | inscrit    | « PA00096717 », notice no PA00096717 | 47° 04′ 53″ nord, 2° 23′ 45″ est   |       |
| Maison Grivel                                                         | Brive-la-Gaillarde          | Corrèze              | Nouvelle-Aquitaine         | inscrit    | « PA00099699 », notice no PA00099699 | 45° 09′ 27″ nord, 1° 31′ 49″ est   |       |
| Château de Sédières                                                   | Clergoux                    | Corrèze              | Nouvelle-Aquitaine         | classé     | « PA00099716 », notice no PA00099716 | 45° 17′ 30″ nord, 1° 56′ 59″ est   |       |
| Maison des Milelli                                                    | Ajaccio                     | Corse-du-Sud         | Corse                      | classé     | « PA00099065 », notice no PA00099065 | 41° 56′ 18″ nord, 8° 43′ 08″ est   |       |
| Trois allées couvertes                                                | Laniscat                    | Côtes-d'Armor        | Bretagne                   | classé     | « PA00089250 », notice no PA00089250 | 48° 13′ 14″ nord, 3° 07′ 46″ ouest |       |
| Souterrains gaulois de Trézéan                                        | Pédernec                    | Côtes-d'Armor        | Bretagne                   | classé     | « PA00089371 », notice no PA00089371 | 48° 35′ 35″ nord, 3° 17′ 21″ ouest |       |
| Groupe de cinq stèles gauloises                                       | Saint-Agathon               | Côtes-d'Armor        | Bretagne                   | classé     | « PA00089578 », notice no PA00089578 | 48° 33′ 28″ nord, 3° 05′ 29″ ouest |       |
| Pont roman de Chambon-sur-Voueize                                     | Chambon-sur-Voueize         | Creuse               | Nouvelle-Aquitaine         | classé     | « PA00100031 », notice no PA00100031 | 46° 11′ 25″ nord, 2° 25′ 18″ est   |       |
| Église Saint-Priest de Saint-Priest-la-Plaine                         | Saint-Priest-la-Plaine      | Creuse               | Nouvelle-Aquitaine         | classé     | « PA00100191 », notice no PA00100191 | 46° 11′ 28″ nord, 1° 37′ 33″ est   |       |
| Immeuble                                                              | Brantôme                    | Dordogne             | Nouvelle-Aquitaine         | inscrit    | « PA00082410 », notice no PA00082410 | 45° 21′ 53″ nord, 0° 38′ 58″ est   |       |
| Ancienne église Notre-Dame                                            | Brantôme                    | Dordogne             | Nouvelle-Aquitaine         | inscrit    | « PA00082408 », notice no PA00082408 | 45° 21′ 50″ nord, 0° 38′ 52″ est   |       |
| Église Saint-Martial                                                  | Busserolles                 | Dordogne             | Nouvelle-Aquitaine         | inscrit    | « PA00082424 », notice no PA00082424 | 45° 40′ 34″ nord, 0° 38′ 30″ est   |       |
| Abri Pataud                                                           | Les Eyzies-de-Tayac-Sireuil | Dordogne             | Nouvelle-Aquitaine         | classé     | « PA00082543 », notice no PA00082543 | 44° 56′ 19″ nord, 1° 00′ 42″ est   |       |
| Château de Hautefort                                                  | Hautefort                   | Dordogne             | Nouvelle-Aquitaine         | classé     | « PA00082575 », notice no PA00082575 | 45° 15′ 35″ nord, 1° 08′ 42″ est   |       |
| Grotte de Saint-Cirq ou Grotte du Sorcier                             | Saint-Cirq                  | Dordogne             | Nouvelle-Aquitaine         | classé     | « PA00082813 », notice no PA00082813 | 44° 55′ 33″ nord, 0° 58′ 02″ est   |       |
| Grotte de Villars, ou grotte préhistorique du Cluzeau                 | Villars                     | Dordogne             | Nouvelle-Aquitaine         | classé     | « PA00083067 », notice no PA00083067 | 45° 26′ 32″ nord, 0° 47′ 05″ est   |       |
| Église Saint-Denis de Briis-sous-Forges                               | Briis-sous-Forges           | Essonne              | Île-de-France              | inscrit    | « PA00087834 », notice no PA00087834 | 48° 37′ 33″ nord, 2° 07′ 23″ est   |       |
| Église Saint-André d'Autheuil-Authouillet                             | Autheuil-Authouillet        | Eure                 | Normandie                  | classé     | « PA00099315 », notice no PA00099315 | 49° 05′ 27″ nord, 1° 17′ 14″ est   |       |
| Église Saint-Martin d'Ivry-la-Bataille                                | Ivry-la-Bataille            | Eure                 | Normandie                  | inscrit    | « PA00099461 », notice no PA00099461 | 48° 52′ 58″ nord, 1° 27′ 29″ est   |       |
| Château de Bonneboscq                                                 | Manneville-sur-Risle        | Eure                 | Normandie                  | classé     | « PA00099478 », notice no PA00099478 | 49° 21′ 25″ nord, 0° 32′ 21″ est   |       |
| Château de Cheffontaines                                              | Clohars-Fouesnant           | Finistère            | Bretagne                   | classé     | « PA00089881 », notice no PA00089881 | 47° 53′ 45″ nord, 4° 03′ 13″ ouest |       |
| Dolmen de Roscasquen                                                  | Quimperlé                   | Finistère            | Bretagne                   | classé     | « PA00090379 », notice no PA00090379 | 47° 51′ 51″ nord, 3° 30′ 44″ ouest |       |
| Chapelle Saint-Sébastien de Saint-Ségal                               | Saint-Ségal                 | Finistère            | Bretagne                   | classé     | « PA00090437 », notice no PA00090437 | 48° 13′ 22″ nord, 4° 06′ 28″ ouest |       |
| Grotte de la Balauzière                                               | Vers-Pont-du-Gard           | Gard                 | Occitanie                  | classé     | « PA00103293 », notice no PA00103293 | 43° 56′ 53″ nord, 4° 31′ 31″ est   |       |
| Château Margaut                                                       | Talence                     | Gironde              | Nouvelle-Aquitaine         | inscrit    | « PA00083844 », notice no PA00083844 | 44° 48′ 26″ nord, 0° 35′ 28″ ouest |       |
| Corps de garde (maison de police)                                     | Colmar                      | Haut-Rhin            | Grand Est                  | classé     | « PA00085361 », notice no PA00085361 | 48° 04′ 37″ nord, 7° 21′ 28″ est   |       |
| Chapelle Saint-Martin                                                 | Illfurth                    | Haut-Rhin            | Grand Est                  | inscrit    | « PA00085465 », notice no PA00085465 | 47° 39′ 49″ nord, 7° 15′ 38″ est   |       |
| Chapelle pisane                                                       | Brando                      | Haute-Corse          | Corse                      | classé     | « PA00099167 », notice no PA00099167 | 42° 46′ 41″ nord, 9° 27′ 39″ est   |       |
| Église Santa Maria Assunta                                            | Piedicorte-di-Gaggio        | Haute-Corse          | Corse                      | classé     | « PA00099228 », notice no PA00099228 | 42° 14′ 10″ nord, 9° 19′ 41″ est   |       |
| Château de Lacroix-Falgarde                                           | Lacroix-Falgarde            | Haute-Garonne        | Occitanie                  | classé     | « PA00094361 », notice no PA00094361 | 43° 30′ 26″ nord, 1° 24′ 37″ est   |       |
| Abbaye Saint-André de Lavaudieu                                       | Lavaudieu                   | Haute-Loire          | Auvergne-Rhône-Alpes       | classé     | « PA00092685 », notice no PA00092685 | 45° 15′ 49″ nord, 3° 27′ 17″ est   |       |
| Château de Cheyrac                                                    | Polignac                    | Haute-Loire          | Auvergne-Rhône-Alpes       | classé     | « PA00092730 », notice no PA00092730 | 45° 04′ 06″ nord, 3° 52′ 46″ est   |       |
| Maison                                                                | Le Puy-en-Velay             | Haute-Loire          | Auvergne-Rhône-Alpes       | inscrit    | « PA00092796 », notice no PA00092796 | 45° 02′ 44″ nord, 3° 52′ 51″ est   |       |
| Château de Saint-Vidal                                                | Saint-Vidal                 | Haute-Loire          | Auvergne-Rhône-Alpes       | classé     | « PA00092881 », notice no PA00092881 | 45° 04′ 26″ nord, 3° 47′ 59″ est   |       |
| Château de Tallard                                                    | Tallard                     | Hautes-Alpes         | Provence-Alpes-Côte d'Azur | classé     | « PA00080628 », notice no PA00080628 | 44° 27′ 36″ nord, 6° 03′ 22″ est   |       |
| Immeuble                                                              | Meudon                      | Hauts-de-Seine       | Île-de-France              | classé     | « PA00088119 », notice no PA00088119 | 48° 48′ 50″ nord, 2° 13′ 47″ est   |       |
| Église Saint-André de Montagnac                                       | Montagnac                   | Hérault              | Occitanie                  | classé     | « PA00103513 », notice no PA00103513 | 43° 28′ 49″ nord, 3° 29′ 03″ est   |       |
| Maison des Pauvres                                                    | Pézenas                     | Hérault              | Occitanie                  | inscrit    | « PA00103655 », notice no PA00103655 | 43° 27′ 40″ nord, 3° 25′ 21″ est   |       |
| Pyramide de Saint-Quentin                                             | Ferrière-sur-Beaulieu       | Indre-et-Loire       | Centre-Val de Loire        | inscrit    | « PA00097755 », notice no PA00097755 | 47° 10′ 19″ nord, 1° 01′ 42″ est   |       |
| Prieuré Saint-Léonard                                                 | L'Île-Bouchard              | Indre-et-Loire       | Centre-Val de Loire        | classé     | « PA00097784 », notice no PA00097784 | 47° 06′ 52″ nord, 0° 25′ 16″ est   |       |
| Abbaye Saint-Martin                                                   | Tours                       | Indre-et-Loire       | Centre-Val de Loire        | classé     | « PA00098131 », notice no PA00098131 | 47° 23′ 31″ nord, 0° 41′ 02″ est   |       |
| Église de l'Assomption de Beauvoir-de-Marc                            | Beauvoir-de-Marc            | Isère                | Auvergne-Rhône-Alpes       | classé     | « PA00117120 », notice no PA00117120 | 45° 30′ 54″ nord, 5° 04′ 51″ est   |       |
| Église Saint-Firmin de Notre-Dame-de-Mésage                           | Notre-Dame-de-Mésage        | Isère                | Auvergne-Rhône-Alpes       | classé     | « PA00117232 », notice no PA00117232 | 45° 04′ 03″ nord, 5° 45′ 20″ est   |       |
| Église Saint-Pierre de Boursay                                        | Boursay                     | Loir-et-Cher         | Centre-Val de Loire        | classé     | « PA00098398 », notice no PA00098398 | 48° 01′ 09″ nord, 0° 58′ 10″ est   |       |
| Église Saint-Gervais-et-Saint-Protais de Naveil                       | Naveil                      | Loir-et-Cher         | Centre-Val de Loire        | classé     | « PA00098526 », notice no PA00098526 | 47° 47′ 39″ nord, 1° 01′ 47″ est   |       |
| Église Saint-Martin de Sargé-sur-Braye                                | Sargé-sur-Braye             | Loir-et-Cher         | Centre-Val de Loire        | classé     | « PA00098592 », notice no PA00098592 | 47° 55′ 24″ nord, 0° 51′ 04″ est   |       |
| Croix de Nervieux                                                     | Nervieux                    | Loire                | Auvergne-Rhône-Alpes       | classé     | « PA00117536 », notice no PA00117536 | 45° 48′ 24″ nord, 4° 09′ 27″ est   |       |
| Église Saint-Eustache de Saint-Haon-le-Châtel                         | Saint-Haon-le-Châtel        | Loire                | Auvergne-Rhône-Alpes       | inscrit    | « PA00117621 », notice no PA00117621 | 46° 04′ 01″ nord, 3° 54′ 49″ est   |       |
| Château de Vaillac                                                    | Vaillac                     | Lot                  | Occitanie                  | classé     | « PA00095277 », notice no PA00095277 | 44° 40′ 25″ nord, 1° 31′ 56″ est   |       |
| Église Saint-Cyprien de Dolmayrac                                     | Dolmayrac                   | Lot-et-Garonne       | Nouvelle-Aquitaine         | inscrit    | « PA00084105 », notice no PA00084105 | 44° 21′ 50″ nord, 0° 34′ 11″ est   |       |
| Château de Montluc                                                    | Estillac                    | Lot-et-Garonne       | Nouvelle-Aquitaine         | classé     | « PA00084113 », notice no PA00084113 | 44° 09′ 20″ nord, 0° 33′ 44″ est   |       |
| Halle de Gontaud-de-Nogaret                                           | Gontaud-de-Nogaret          | Lot-et-Garonne       | Nouvelle-Aquitaine         | inscrit    | « PA00084135 », notice no PA00084135 | 44° 27′ 23″ nord, 0° 17′ 43″ est   |       |
| Château de Gontaud-de-Nogaret                                         | Gontaud-de-Nogaret          | Lot-et-Garonne       | Nouvelle-Aquitaine         | inscrit    | « PA00084133 », notice no PA00084133 | 44° 27′ 23″ nord, 0° 17′ 45″ est   |       |
| Église Saint-Pierre-ès-Liens de Mauvezin-sur-Gupie                    | Mauvezin-sur-Gupie          | Lot-et-Garonne       | Nouvelle-Aquitaine         | inscrit    | « PA00084168 », notice no PA00084168 | 44° 33′ 22″ nord, 0° 09′ 54″ est   |       |
| Église Saint-Étienne de Fontarède                                     | Moncaut                     | Lot-et-Garonne       | Nouvelle-Aquitaine         | inscrit    | « PA00084171 », notice no PA00084171 | 44° 08′ 14″ nord, 0° 28′ 44″ est   |       |
| Château de Brissac                                                    | Brissac Loire Aubance       | Maine-et-Loire       | Pays de la Loire           | classé     | « PA00108994 », notice no PA00108994 | 47° 21′ 11″ nord, 0° 30′ 19″ ouest |       |
| Église Saint-Barnabé                                                  | Gennes-Val-de-Loire         | Maine-et-Loire       | Pays de la Loire           | classé     | « PA00109263 », notice no PA00109263 | 47° 20′ 50″ nord, 0° 17′ 25″ ouest |       |
| Abbaye Saint-Maur de Glanfeuil                                        | Gennes-Val-de-Loire         | Maine-et-Loire       | Pays de la Loire           | classé     | « PA00109372 », notice no PA00109372 | 47° 22′ 11″ nord, 0° 15′ 51″ ouest |       |
| Commanderie de Villemoisan                                            | Val d'Erdre-Auxence         | Maine-et-Loire       | Pays de la Loire           | classé     | « PA00109411 », notice no PA00109411 | 47° 28′ 42″ nord, 0° 53′ 14″ ouest |       |
| Château des Galleries                                                 | Bricquebec-en-Cotentin      | Manche               | Normandie                  | inscrit    | « PA00110345 », notice no PA00110345 | 49° 28′ 18″ nord, 1° 38′ 03″ ouest |       |
| Église Sainte-Colombe                                                 | Chef-du-Pont                | Manche               | Normandie                  | inscrit    | « PA00110363 », notice no PA00110363 | 49° 23′ 13″ nord, 1° 20′ 32″ ouest |       |
| Vestiges du baptistère                                                | Portbail                    | Manche               | Normandie                  | classé     | « PA00110547 », notice no PA00110547 | 49° 20′ 08″ nord, 1° 41′ 58″ ouest |       |
| Église Saint-Jean-Baptiste de Bannes                                  | Bannes                      | Mayenne              | Pays de la Loire           | inscrit    | « PA00109463 », notice no PA00109463 | 47° 58′ 54″ nord, 0° 21′ 09″ ouest |       |
| Château de Magnanne                                                   | Ménil                       | Mayenne              | Pays de la Loire           | classé     | « PA00109562 », notice no PA00109562 | 47° 45′ 56″ nord, 0° 41′ 20″ ouest |       |
| Château de Montaigu                                                   | Laneuveville-devant-Nancy   | Meurthe-et-Moselle   | Grand Est                  | classé     | « PA00106055 », notice no PA00106055 | 48° 39′ 48″ nord, 6° 12′ 57″ est   |       |
| Château de l'abbé de Bouzey                                           | Laneuveville-devant-Nancy   | Meurthe-et-Moselle   | Grand Est                  | classé     | « PA00106054 », notice no PA00106054 | 48° 39′ 24″ nord, 6° 13′ 57″ est   |       |
| Château de Rimaison                                                   | Pluméliau-Bieuzy            | Morbihan             | Bretagne                   | classé     | « PA00091034 », notice no PA00091034 | 48° 00′ 34″ nord, 3° 00′ 13″ ouest |       |
| Remparts de Vannes                                                    | Vannes                      | Morbihan             | Bretagne                   | inscrit    | « PA00091806 », notice no PA00091806 | 47° 39′ 30″ nord, 2° 45′ 19″ ouest |       |
| Église Saint-Révérien de Saint-Révérien                               | Saint-Révérien              | Nièvre               | Bourgogne-Franche-Comté    | classé     | « PA00113017 », notice no PA00113017 | 47° 12′ 43″ nord, 3° 30′ 14″ est   |       |
| Hôtel de Marchiennes                                                  | Lille                       | Nord                 | Hauts-de-France            | classé     | « PA00107603 », notice no PA00107603 | 50° 37′ 56″ nord, 3° 04′ 06″ est   |       |
| Chapelle du collège des Jésuites de Maubeuge                          | Maubeuge                    | Nord                 | Hauts-de-France            | inscrit    | « PA00107747 », notice no PA00107747 | 50° 16′ 41″ nord, 3° 58′ 20″ est   |       |
| Église Saint-Sylvestre de West-Cappel                                 | West-Cappel                 | Nord                 | Hauts-de-France            | classé     | « PA00107891 », notice no PA00107891 | 50° 55′ 39″ nord, 2° 30′ 31″ est   |       |
| Tour d'enceinte de Trie-Château                                       | Trie-Château                | Oise                 | Hauts-de-France            | inscrit    | « PA00114930 », notice no PA00114930 | 49° 17′ 06″ nord, 1° 49′ 20″ est   |       |
| Tribunal de commerce                                                  | Alençon                     | Orne                 | Normandie                  | classé     | « PA00110712 », notice no PA00110712 | 48° 25′ 49″ nord, 0° 05′ 18″ est   |       |
| Presbytère Saint-Pierre de Montsort                                   | Alençon                     | Orne                 | Normandie                  | inscrit    | « PA00110710 », notice no PA00110710 | 48° 25′ 30″ nord, 0° 05′ 23″ est   |       |
| Moulin de la galette                                                  | 18e arrondissement de Paris | Paris                | Île-de-France              | inscrit    | « PA00086755 », notice no PA00086755 | 48° 53′ 14″ nord, 2° 20′ 13″ est   |       |
| Hôtel Tannevot                                                        | 1er arrondissement de Paris | Paris                | Île-de-France              | classé     | « PA00085843 », notice no PA00085843 | 48° 52′ 05″ nord, 2° 19′ 37″ est   |       |
| Hôtel du Cardinal de Richelieu                                        | 3e arrondissement de Paris  | Paris                | Île-de-France              | classé     | « PA00086123 », notice no PA00086123 | 48° 51′ 23″ nord, 2° 21′ 54″ est   |       |
| Hôtel de Châtillon                                                    | 4e arrondissement de Paris  | Paris                | Île-de-France              | classé     | « PA00086281 », notice no PA00086281 | 48° 51′ 18″ nord, 2° 21′ 59″ est   |       |
| Hôtel de Vilette                                                      | 7e arrondissement de Paris  | Paris                | Île-de-France              | inscrit    | « PA00088745 », notice no PA00088745 | 48° 51′ 33″ nord, 2° 19′ 49″ est   |       |
| Hôtel de Lannion                                                      | 7e arrondissement de Paris  | Paris                | Île-de-France              | inscrit    | « PA00088755 », notice no PA00088755 | 48° 51′ 35″ nord, 2° 19′ 30″ est   |       |
| Immeuble                                                              | 7e arrondissement de Paris  | Paris                | Île-de-France              | inscrit    | « PA00088772 », notice no PA00088772 | 48° 51′ 30″ nord, 2° 19′ 51″ est   |       |
| Immeuble                                                              | 7e arrondissement de Paris  | Paris                | Île-de-France              | inscrit    | « PA00088783 », notice no PA00088783 | 48° 51′ 15″ nord, 2° 19′ 42″ est   |       |
| Hôtel des Vertus                                                      | 7e arrondissement de Paris  | Paris                | Île-de-France              | inscrit    | « PA00088754 », notice no PA00088754 | 48° 51′ 11″ nord, 2° 19′ 37″ est   |       |
| Hôtel d'Auterive                                                      | 7e arrondissement de Paris  | Paris                | Île-de-France              | inscrit    | « PA00088750 », notice no PA00088750 | 48° 51′ 32″ nord, 2° 19′ 48″ est   |       |
| Église évangélique de la Rédemption                                   | 9e arrondissement de Paris  | Paris                | Île-de-France              | inscrit    | « PA00089002 », notice no PA00089002 | 48° 52′ 25″ nord, 2° 20′ 23″ est   |       |
| Hôtel de Mercy-Argenteau                                              | 9e arrondissement de Paris  | Paris                | Île-de-France              | inscrit    | « PA00088917 », notice no PA00088917 | 48° 52′ 19″ nord, 2° 20′ 28″ est   |       |
| Beffroi de Châteldon                                                  | Châteldon                   | Puy-de-Dôme          | Auvergne-Rhône-Alpes       | inscrit    | « PA00091964 », notice no PA00091964 | 45° 58′ 36″ nord, 3° 31′ 13″ est   |       |
| Château de Ravel                                                      | Ravel                       | Puy-de-Dôme          | Auvergne-Rhône-Alpes       | classé     | « PA00092258 », notice no PA00092258 | 45° 47′ 02″ nord, 3° 24′ 06″ est   |       |
| Donjon de la Sauvetat                                                 | La Sauvetat                 | Puy-de-Dôme          | Auvergne-Rhône-Alpes       | classé     | « PA00092410 », notice no PA00092410 | 45° 38′ 08″ nord, 3° 10′ 13″ est   |       |
| Dolmen d'Arrondo                                                      | Irouléguy                   | Pyrénées-Atlantiques | Nouvelle-Aquitaine         | classé     | « PA00084405 », notice no PA00084405 | 43° 11′ 38″ nord, 1° 16′ 30″ ouest |       |
| Dolmen d'Artxuita                                                     | Irouléguy                   | Pyrénées-Atlantiques | Nouvelle-Aquitaine         | classé     | « PA00084406 », notice no PA00084406 | 43° 11′ 22″ nord, 1° 16′ 19″ ouest |       |
| Cova de l'Alarb                                                       | Argelès-sur-Mer             | Pyrénées-Orientales  | Occitanie                  | classé     | « PA00103956 », notice no PA00103956 | 42° 31′ 28″ nord, 3° 01′ 47″ est   |       |
| Dolmen des Collets de Cotlliure                                       | Argelès-sur-Mer             | Pyrénées-Orientales  | Occitanie                  | classé     | « PA00103957 », notice no PA00103957 | 42° 31′ 30″ nord, 3° 01′ 55″ est   |       |
| Abbaye Saint-Michel de Cuxa                                           | Codalet                     | Pyrénées-Orientales  | Occitanie                  | classé     | « PA00103995 », notice no PA00103995 | 42° 35′ 41″ nord, 2° 25′ 02″ est   |       |
| Maison de l'Accueil d'Albigny-sur-Saône                               | Albigny-sur-Saône           | Rhône                | Auvergne-Rhône-Alpes       | classé     | « PA00117704 », notice no PA00117704 | 45° 51′ 38″ nord, 4° 49′ 55″ est   |       |
| Château de Montjeu                                                    | Broye                       | Saône-et-Loire       | Bourgogne-Franche-Comté    | classé     | « PA00113136 », notice no PA00113136 | 46° 54′ 09″ nord, 4° 17′ 03″ est   |       |
| Hôtel des Monnaies                                                    | Cluny                       | Saône-et-Loire       | Bourgogne-Franche-Comté    | classé     | « PA00113228 », notice no PA00113228 | 46° 26′ 09″ nord, 4° 39′ 23″ est   |       |
| Cimetière de Saint-Bérain-sur-Dheune                                  | Saint-Bérain-sur-Dheune     | Saône-et-Loire       | Bourgogne-Franche-Comté    | inscrit    | « PA00113419 », notice no PA00113419 | 46° 49′ 29″ nord, 4° 35′ 45″ est   |       |
| Menhir de Chancerons                                                  | Vergisson                   | Saône-et-Loire       | Bourgogne-Franche-Comté    | classé     | « PA00113523 », notice no PA00113523 | 46° 18′ 12″ nord, 4° 42′ 53″ est   |       |
| Maison                                                                | Rouen                       | Seine-Maritime       | Normandie                  | inscrit    | « PA00100937 », notice no PA00100937 | 49° 26′ 24″ nord, 1° 05′ 53″ est   |       |
| Maison                                                                | Rouen                       | Seine-Maritime       | Normandie                  | inscrit    | « PA00100938 », notice no PA00100938 | 49° 26′ 25″ nord, 1° 05′ 54″ est   |       |
| Maison                                                                | Rouen                       | Seine-Maritime       | Normandie                  | inscrit    | « PA00100939 », notice no PA00100939 | 49° 26′ 25″ nord, 1° 05′ 53″ est   |       |
| Maison                                                                | Rouen                       | Seine-Maritime       | Normandie                  | inscrit    | « PA00100971 », notice no PA00100971 | 49° 26′ 29″ nord, 1° 05′ 57″ est   |       |
| Maison                                                                | Rouen                       | Seine-Maritime       | Normandie                  | inscrit    | « PA00100932 », notice no PA00100932 | 49° 26′ 25″ nord, 1° 05′ 53″ est   |       |
| Maison                                                                | Rouen                       | Seine-Maritime       | Normandie                  | inscrit    | « PA00100933 », notice no PA00100933 | 49° 26′ 25″ nord, 1° 05′ 53″ est   |       |
| Maison                                                                | Rouen                       | Seine-Maritime       | Normandie                  | inscrit    | « PA00100941 », notice no PA00100941 | 49° 26′ 26″ nord, 1° 05′ 54″ est   |       |
| Immeuble                                                              | Rouen                       | Seine-Maritime       | Normandie                  | inscrit    | « PA00100908 », notice no PA00100908 | 49° 26′ 45″ nord, 1° 05′ 24″ est   |       |
| Hôtel de Senneville                                                   | Rouen                       | Seine-Maritime       | Normandie                  | inscrit    | « PA00100849 », notice no PA00100849 | 49° 26′ 26″ nord, 1° 05′ 55″ est   |       |
| Maison                                                                | Rouen                       | Seine-Maritime       | Normandie                  | inscrit    | « PA00100940 », notice no PA00100940 | 49° 26′ 26″ nord, 1° 05′ 54″ est   |       |
| Porte Guillaume-Lion                                                  | Rouen                       | Seine-Maritime       | Normandie                  | classé     | « PA00101008 », notice no PA00101008 | 49° 26′ 13″ nord, 1° 05′ 54″ est   |       |
| Église Saint-André                                                    | Rouen                       | Seine-Maritime       | Normandie                  | classé     | « PA00100812 », notice no PA00100812 | 49° 26′ 27″ nord, 1° 05′ 23″ est   |       |
| Hôtel Jubert de Brécourt                                              | Rouen                       | Seine-Maritime       | Normandie                  | inscrit    | « PA00100847 », notice no PA00100847 | 49° 26′ 33″ nord, 1° 05′ 53″ est   |       |
| Église Saint-Semin du Rouzet                                          | Lafrançaise                 | Tarn-et-Garonne      | Occitanie                  | inscrit    | « PA00095767 », notice no PA00095767 | 44° 09′ 28″ nord, 1° 16′ 06″ est   |       |
| Allée couverte du Bois-Couturier                                      | Guiry-en-Vexin              | Val-d'Oise           | Île-de-France              | classé     | « PA00080080 », notice no PA00080080 | 49° 07′ 04″ nord, 1° 50′ 39″ est   |       |
| Mosaïque romaine Au combat des coqs                                   | Fréjus                      | Var                  | Provence-Alpes-Côte d'Azur | classé     | « PA00081615 », notice no PA00081615 |                                    |       |
| Oppidum de Costebelle                                                 | Hyères                      | Var                  | Provence-Alpes-Côte d'Azur | classé     | « PA00081645 », notice no PA00081645 | 43° 05′ 53″ nord, 6° 07′ 41″ est   |       |
| Vestiges archéologiques de Saint-Cyr-sur-Mer                          | Saint-Cyr-sur-Mer           | Var                  | Provence-Alpes-Côte d'Azur | inscrit    | « PA00081706 », notice no PA00081706 | 43° 10′ 11″ nord, 5° 41′ 44″ est   |       |
| Château de Boistissandeau                                             | Les Herbiers                | Vendée               | Pays de la Loire           | inscrit    | « PA00110133 », notice no PA00110133 | 46° 49′ 48″ nord, 0° 59′ 39″ ouest |       |
| Presbytère du Petit-Luc                                               | Les Lucs-sur-Boulogne       | Vendée               | Pays de la Loire           | inscrit    | « PA00110157 », notice no PA00110157 | 46° 50′ 38″ nord, 1° 29′ 05″ ouest |       |
| Château de la Chabotterie                                             | Montréverd                  | Vendée               | Pays de la Loire           | inscrit    | « PA00110264 », notice no PA00110264 | 46° 52′ 47″ nord, 1° 24′ 20″ ouest |       |
| Dolmen de Laverré                                                     | Aslonnes                    | Vienne               | Nouvelle-Aquitaine         | classé     | « PA00105338 », notice no PA00105338 | 46° 28′ 18″ nord, 0° 19′ 28″ est   |       |
| Borne-colonne                                                         | Auxerre                     | Yonne                | Bourgogne-Franche-Comté    | classé     | « PA00113581 », notice no PA00113581 | 47° 47′ 34″ nord, 3° 35′ 17″ est   |       |
| Église Saint-Julien de Cry                                            | Cry                         | Yonne                | Bourgogne-Franche-Comté    | classé     | « PA00113667 », notice no PA00113667 | 47° 42′ 24″ nord, 4° 14′ 21″ est   |       |
| Musée des fouilles des Fontaines Salées                               | Saint-Père                  | Yonne                | Bourgogne-Franche-Comté    | inscrit    | « PA00113836 », notice no PA00113836 | 47° 27′ 29″ nord, 3° 45′ 55″ est   |       |
| Propriété du maréchal Joffre                                          | Louveciennes                | Yvelines             | Île-de-France              | classé     | « PA00087485 », notice no PA00087485 | 48° 51′ 25″ nord, 2° 06′ 37″ est   |       |